# Sköldpaddsdyngbagge
Sköldpaddsdyngbagge (Heptaulacus testudinarius) är en skalbaggsart som beskrevs av Fabricius 1775. Enligt Catalogue of Life ingår sköldpaddsdyngbagge i släktet Heptaulacus och familjen Aphodiidae, men enligt Dyntaxa är tillhörigheten istället släktet Heptaulacus och familjen bladhorningar. Enligt den svenska rödlistan är arten nationellt utdöd i Sverige. . Arten har tidigare förekommit i Götaland men är numera lokalt utdöd. Artens livsmiljö är jordbrukslandskap. Inga underarter finns listade i Catalogue of Life.